# Italo Gherardini
Italo Gherardini (Montescudaio, 29 maggio 1915 – Ras al Ara, 27 novembre 1940) è stato un ufficiale e aviatore italiano, che con il grado di Sottotenente della Regia Aeronautica, che durante la seconda guerra mondiale combatté in Africa Orientale Italiana venendo decorato con la medaglia d'oro al valore militare alla memoria.

## Biografia
Nacque a Montescudaio, provincia di Pisa, il 29 maggio 1915. Arruolatosi nella Regia Aeronautica fu assegnato, come sottotenente di complemento, al XLIV Gruppo del 41º Stormo  equipaggiato con i bombardieri Savoia Marchetti S.79 Sparviero. Il piano originale prevedeva il potenziamento del corpo aereo schierato in A.O.I. comandato dal generale Pietro Pinna Parpaglia, e alle dirette dipendenze del Viceré d'Etiopia Amedeo di Savoia, duca d'Aosta, anch’egli generale della Regia Aeronautica. I 36 S.79 dello Stormo dovevano trasferirsi in Africa, ma l'ostacolo creato dall'Egitto britannico, consentì la parziale realizzazione del piano e le operazioni di rischieramento si interruppero nel marzo 1940, dopo soli 18 velivoli trasferiti.

### L'invasione della Somalia britannica

Teatro della campagna di invasione della Somalia Britannica.

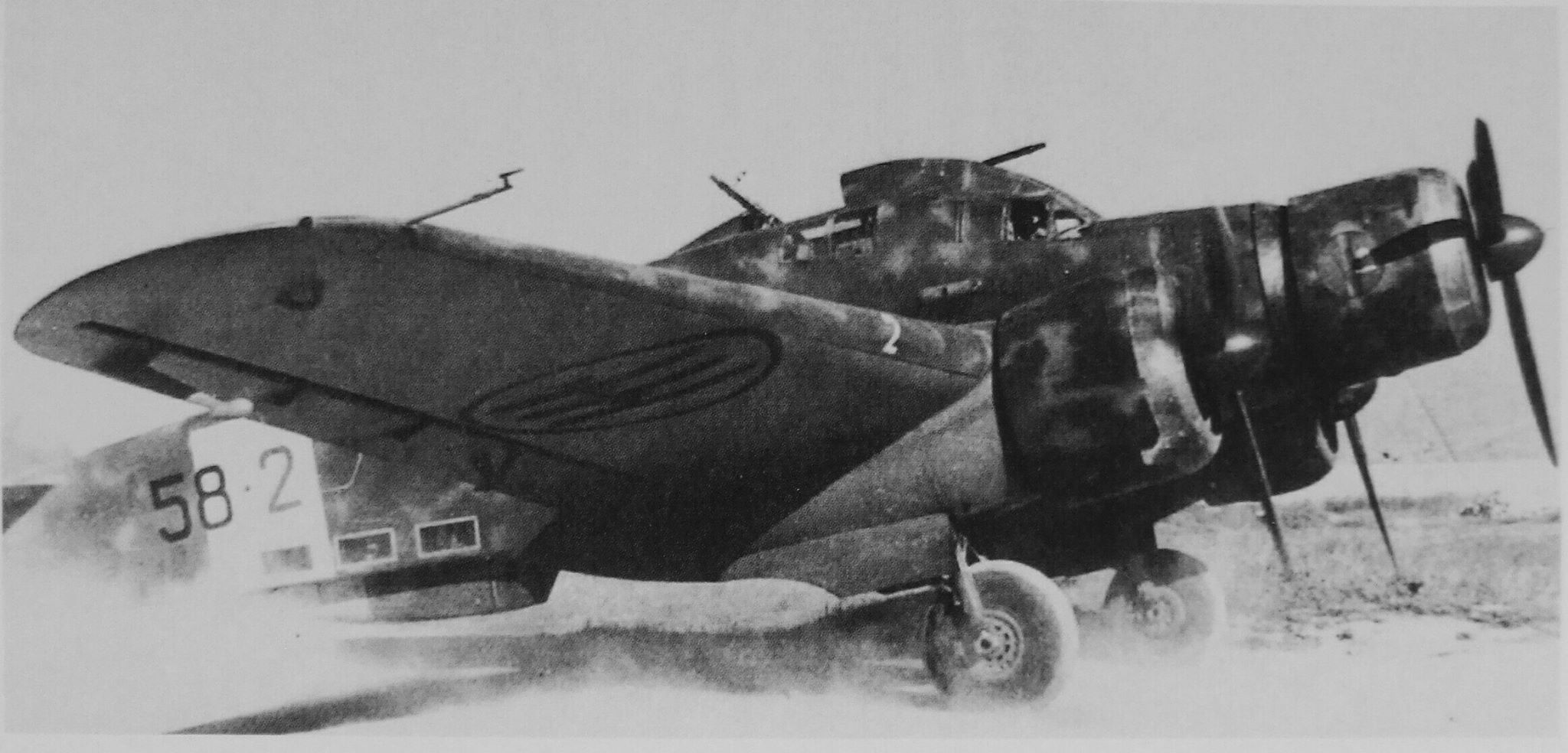
Un bombardiere Savoia Marchetti S.79 Sparviero.

Sull'onda dei successi della Germania nazista, l’Italia tentò di acquisire rapidamente vantaggi territoriali. Sin dal 12 giugno iniziarono operazioni di bombardamento sui protettorati britannici nel corno d'Africa. Nell'agosto 1940 gli Italiani attaccarono la Somalia britannica partendo dai confinanti territori della Etiopia occupata. Il ruolo dell’aviazione fu considerato fondamentale per il conseguimento del risultato e la 6ª Squadriglia, 44º Gruppo Autonomo Bombardamento Terrestre, fu intensamente impegnata nella rapida campagna, conclusasi con successo, mentre i britannici ripiegavano e infine evacuarono le truppe verso il porto di Aden in Yemen, nella vicina penisola araba, lasciando la Somalia agli Italiani. Dopo l’entrata in guerra dell’Italia, avvenuta il 10 giugno 1940, solo ulteriori 40 S.79 riuscirono a raggiungere l’Africa Orientale Italiana, dapprima effettuando scalo tecnico dell'Aeroporto di Cufra e di Auenat, ma tale rotta si interruppe dopo la loro conquista da parte degli inglesi, avvenuta nel dicembre 1940 e poi con partenza dall'Aeroporto di Benina di Bengasi, tramite installazione di speciali serbatoi.

### L'attacco ai convogli
Conquistato l'accesso al Golfo di Aden, la Regia Aeronautica a partire dal settembre del 1940 si concentrò nell'opera di contrasto ai convogli che dall'India rifornivano le truppe inglesi in Egitto. Gli affondamenti ottenuti, convinsero i britannici a potenziare i reparti di aerei da caccia per fermare le azioni italiane. In questi pochi mesi dall'inizio del conflitto Gherardini eseguì più di duecento missioni di ricerca e attacco ai convogli.
Il 27 novembre, nel corso di una di queste missioni con decollo dall'Aeroporto di Dire Dawa, il suo aereo fu attaccato da tre aerei nemici, ed abbattuto sul cielo dello Yemen con la perdita di tutto l’equipaggio. 
Per onorarne il coraggio gli fu concessa la medaglia d'oro al valor militare alla memoria.

### Periodici
- Nico Sgarlato, Le Aquile dell'Impero, in Ali di Gloria, n. 3, Parma, Delta Editrice, aprile-maggio 2012.